# Ugāle
Ugāle (dt. Ugahlen) ist eine Siedlung in der gleichnamigen Gemeinde im Bezirk Ventspils in Kurland. Mit 1717 Einwohnern ist sie die größte im Bezirk.
Ugāle liegt am linken Ufer des Flusses Engure sowie am Schnittpunkt der Eisenbahnlinie Riga-Ventspils und der Autobahn A10 und P123. Es ist 39 km vom Zentrum von Ventspils und 150 km von Riga entfernt.

## Geschichte
Von 1253 stammt die älteste Erwähnung des Ortes, der sich um das Gut Ugahlen entwickelte, dass zuletzt dem Adelsgeschlecht Behr gehörte. Die erhaltenen Gebäude des Guts werden als Kulturhaus genutzt.

## Kultur und Sehenswürdigkeiten
- Lutherische Kirche, erbaut 1691–1694, mit ältester erhaltener Orgel im Baltikum von Cornelius Rhaneus von 1701[2]
- Katholische St.-Monika-Kirche
- Orthodoxe Kirche des Heiligen Sergius von Radonesch
- Kulturhaus im Herrenhaus Ugahlen
- Mittelschule
- Musikschule
- Orgelbauwerkstatt, seit 1992, die einzige in Lettland, die neue Orgeln baut.[3]

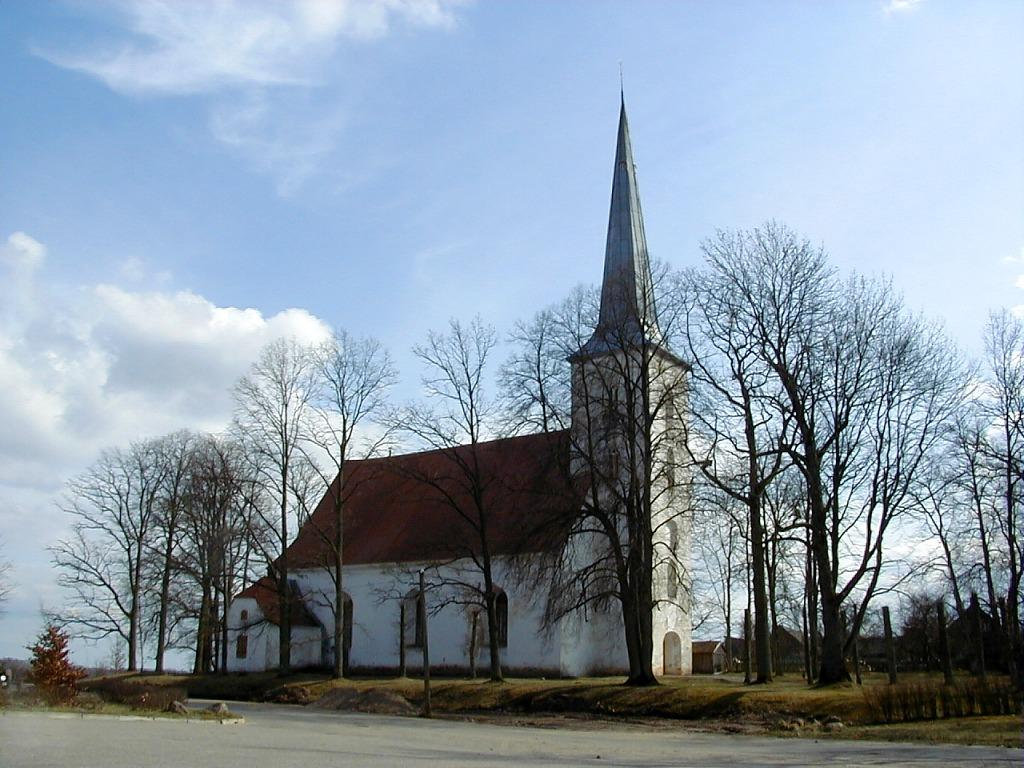
Lutherische Kirche
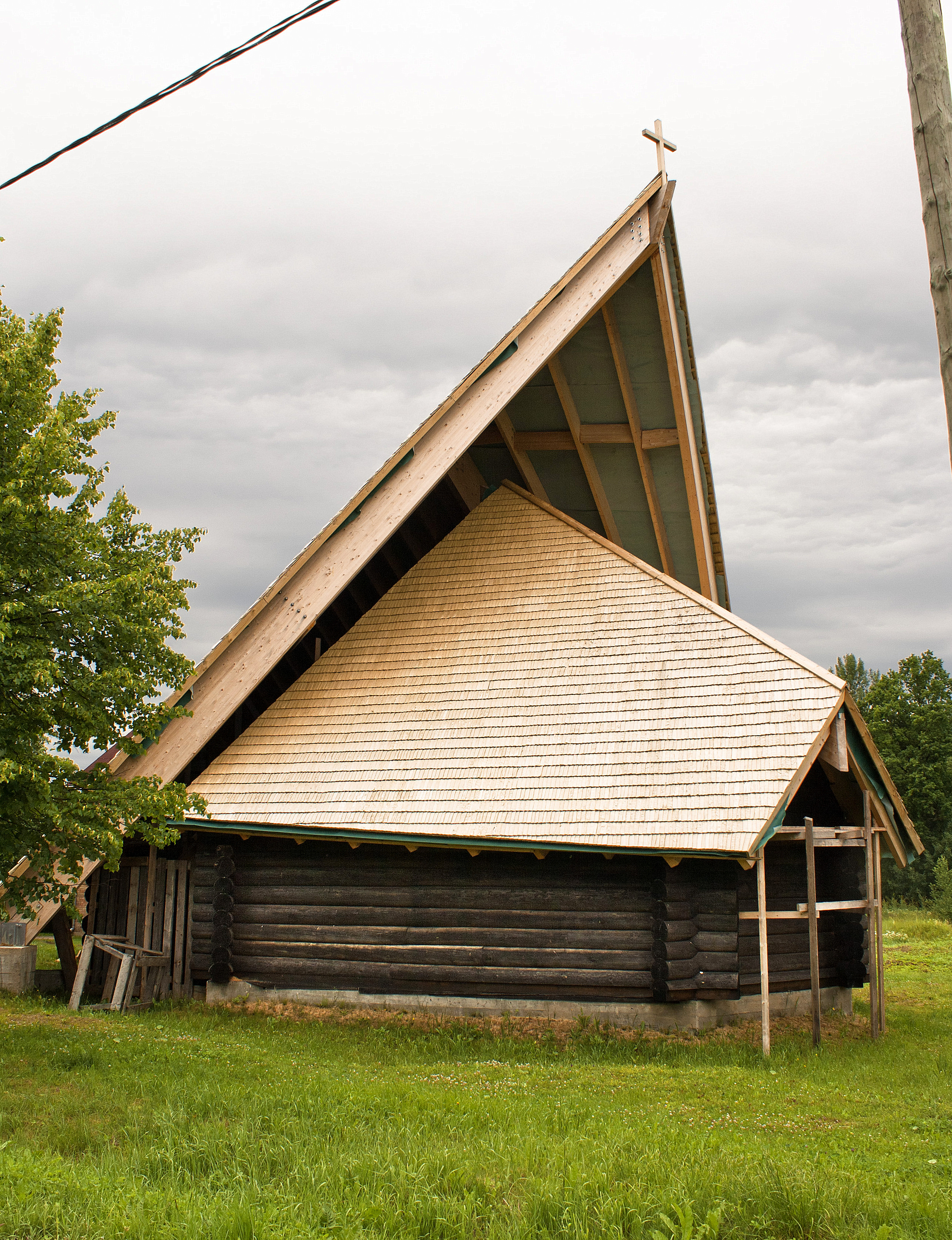
Katholische Kirche
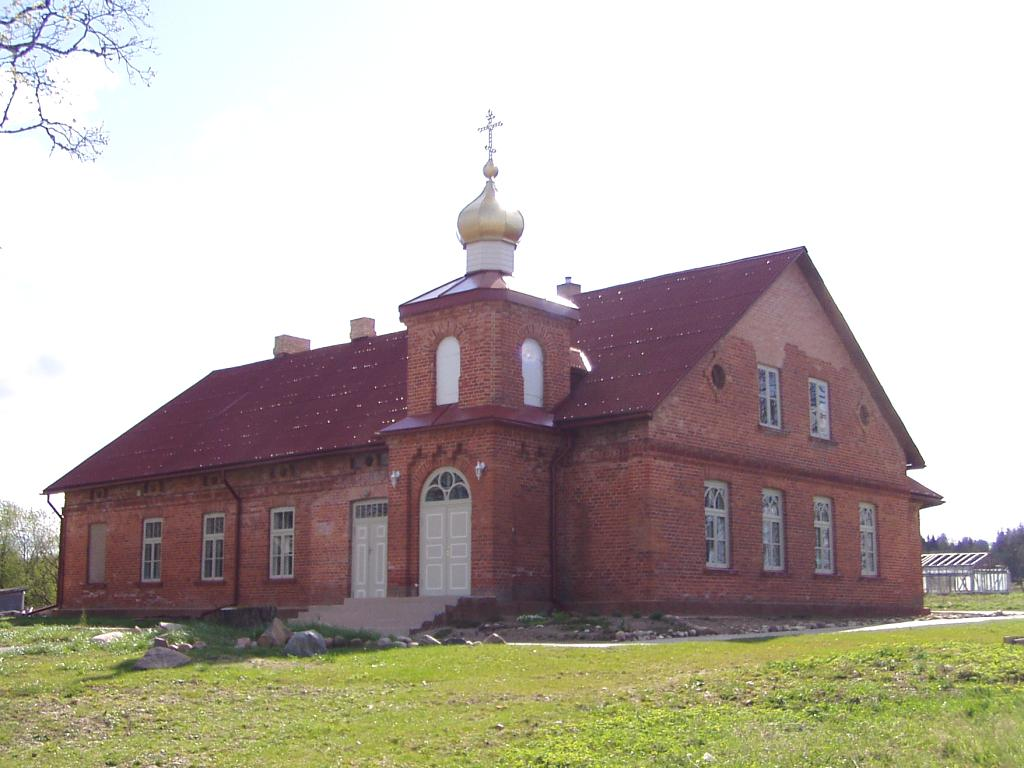
Orthodoxe Kirche
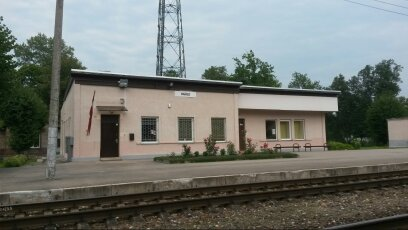
Bahnhof Ugāle
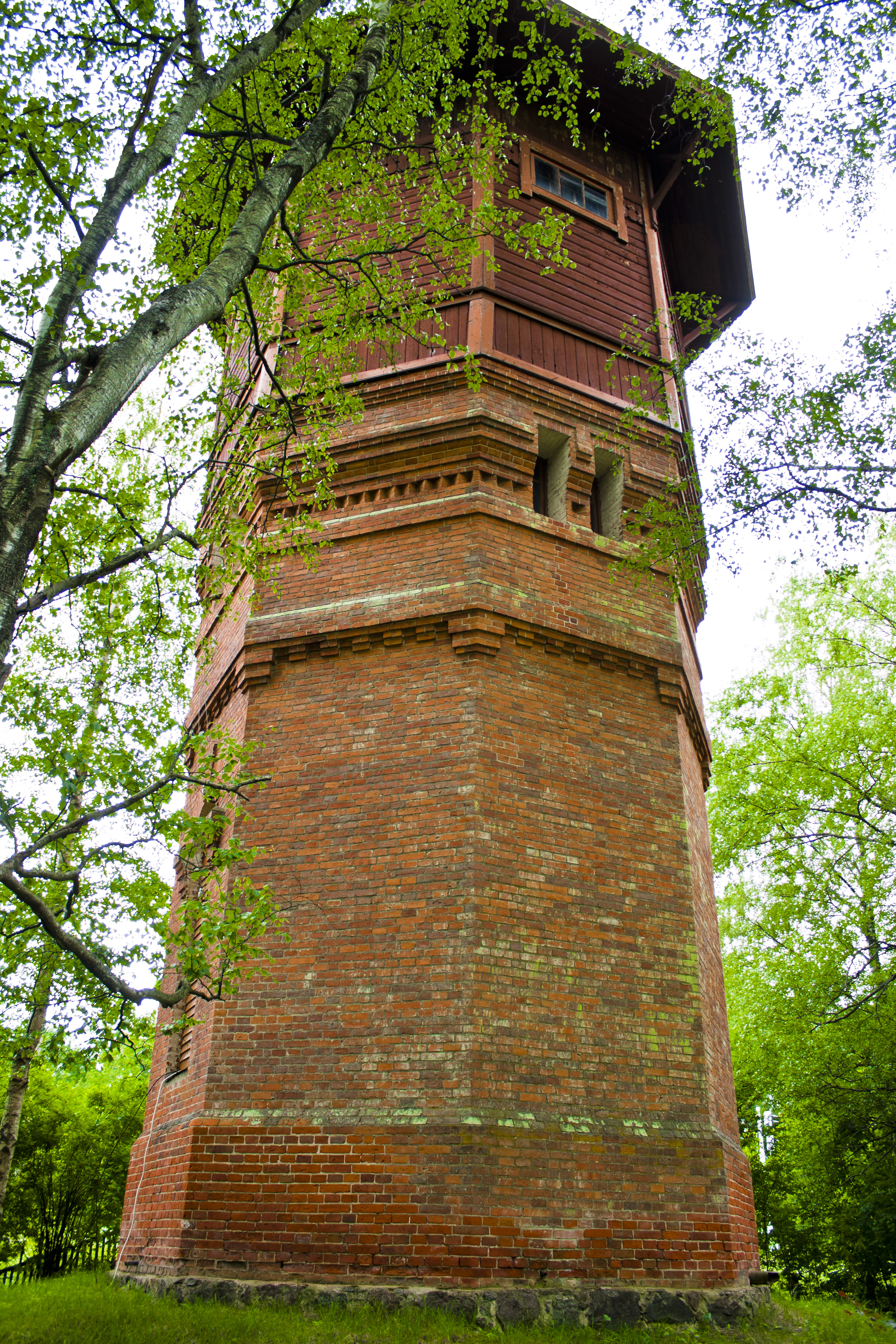
Wasserturm am Bahnhof